# Cenn Fáelad mac Aillila
Cenn Fáelad Mac Ailella, également nommé Cennfaeladh, (mort en 679) est un savant irlandais réputé pour avoir sensiblement développer ses capacités intellectuelles jusqu'à jouir d'une mémoire eidétique après avoir reçu une blessure à la tête au combat.

## Origine
Il a été membre du Cenél nEógain, étant un petit-fils de l'ard ri Erenn roi Báetán mac Muirchertach du Cenél nEógain, un arrière-arrière-arrière-petit-fils de Niall Noigiallach, et un cousin germain d'Aldfrith de Northumbrie par sa cousine, Fina.
Son père Ailill mac Báetán est assassiné à Templeport (en), dans le Comté de Cavan selon les annales d'Ulster qui relèvent « Le meurtre à Magh Slécht dans le territoire du Connacht de la famille de Báetán, c'est-à-dire de Ailill fils de Báetán et de Mael Dúin fils de Fergus fils de Báetán; et la mort de Fiachra fils de Ciarán fils d'Ainmire fils de Sétna ». Selon John Healy, sa sœur Sabina, serait la mère de saint Cuthbert de Lindisfarne.
```
    Báetán mac Muirchertach
    |
    |___________________________________________________________
    |                   |           |            |             |
    |                   |           |            |             |
    Colmán Rímid   Máel Umai      Forannán      Fergus       Ailill.
    |                               |            |             |
    |                               |            |             |_________________________________
    ?                         Hui Forannáin Cenél Forgusa      |                                |
    |                                                          |                                |
    |                                                          
Cenn Fáelad mac Aillila
         Sam
    Fín   =   Oswiu de Northumbrie                                                              |
          |                                                                                     |
          |                                                                       Cuthbert de Lindisfarne
          Aldfrith (Flann Fína)
```

## La bataille de Magh Rath
Cenn Fáelad combat lors de la bataille de Magh Rath (Moira, comté de Down) en 636. Pendant le combat il reçoit une blessure à la tête qui met sa vie en péril et il est ensuite transporté à l'abbaye de Tomregan, dans le comté de Cavan et soigné dans la maison de l'abbé, saint Bricín. Cette abbaye est située près de Magh Slécht où son père a été tué 16 ans auparavant et ce qui ne doit pas être une coïncidence car sa famille devait vraisemblablement posséder des domaines dans la région. 
Cette demeure était située "où les trois voies se rencontrent entre les maisons de trois professeurs. Et on trouvait trois écoles en ce lieu ; une école pour l’apprentissage du latin, une école des lois irlandaises et une école de poésie irlandaise. Tout ce qu'il entendait des récitations des trois écoles chaque jour il le retenait par cœur chaque nuit." Cette maîtrise des études latine de la législation irlandaise et de la poésie vernaculaire, assure à Cenn Fáelad une place dans la tradition juridique de son temps et bien au-delà. Il est mentionné dans le Bretha Nemed Toisech dans la partie qui traite des rapports avec l'Église, démontrant ainsi la compatibilité du savoir ecclésiastique avec les connaissances profanes locales.

## le savant
La tradition indique qu'à la suite de sa blessure à la tête la faculté d'oubli du cerveau de Cenn Fáelad est « sorti de sa tête ». L'effet de ce traumatisme crée en lui « des modèles versifiés sur les sujets qu'il mémorise comme sur des tablettes et qu'il rassemble ensuite sur un livre de vélin ».
Le Suidigud Tellaig Temra note que du fait de sa profonde connaissance de la tradition, lorsque Diarmait mac Cerbaill veut rétablir les limites originales de Tara, il a recours à Cenn Fáelad. Mais sa connaissance ne remontait pas si loin dans le temps, et il doit rassembler tous les hommes les plus sages de l'Irlande. Quand ils se réunissent, ils ne peuvent pas répondre et ils consultent Fintan Mac Bóchra, l'un des premiers colons, miraculeusement encore en vie. 
Ses vers sont tous composés de quatrains de syllabes numérotées avec des rimes régulières et un usage modéré de l’allitération contrairement à une forme plus archaïque pratiquée dans le sud de l'Irlande (Munster et Leinster) à cette époque. La plupart ou la totalité de ses versets historiques se rapportent à sa propre dynastie, le Cenel nEógain.
Il est le premier poète mentionné dans les chroniques d'Irlande, comme étant un sapiens, un terme technique
désignant un chef d'école ou un professeur dans une école monastique bien que pas nécessairement moine lui-même. Les manuscrits de législation et les textes grammaticaux qui lui sont attribués semblent datés de cinq siècles après sa mort. 
Une copie d'une œuvre qui lui est attribuée se troue au Trinity College, ((Ms Dublin 1317), transcrite par le grand-père de Dubhaltach Mac Fhirbhisigh (en). Edward O'Reilly donne un compte rendu complet de ses travaux dans son ouvrage 'Irish Writers', LXIV sq.; d. anno 678.

## Obituaire
Son obituaire est mentionné dans les Annales d'Ulster - " AU 679.2 Cenn Faelad fils d'Ailill fils de Baetán, le lettré meurt ". Il est également reprit dans les Annales d'Inisfallen - "AI 678.1 Kl. Mort de Cenn Faelad le savant."; le Chronicon Scotorum - "Annales CS 679 Kalends. Cenn Faelad, le savant meurt." les Annales des quatre maîtres - " AFM 677.4 Ceannfaeladh, fils d'Oilioll, un parangon de sagesse meurt." et dans les Annales de Tigernach ainsi- "AT 679.2 Cend Faeladh sapiens pausat."